# Michał Ignerski
Michał Ignerski (ur. 13 sierpnia 1980 w Lublinie) – polski koszykarz, a także były reprezentant Polski. Występował na pozycji niskiego, a później silnego skrzydłowego.
Jego ojciec – Edward również był koszykarzem.

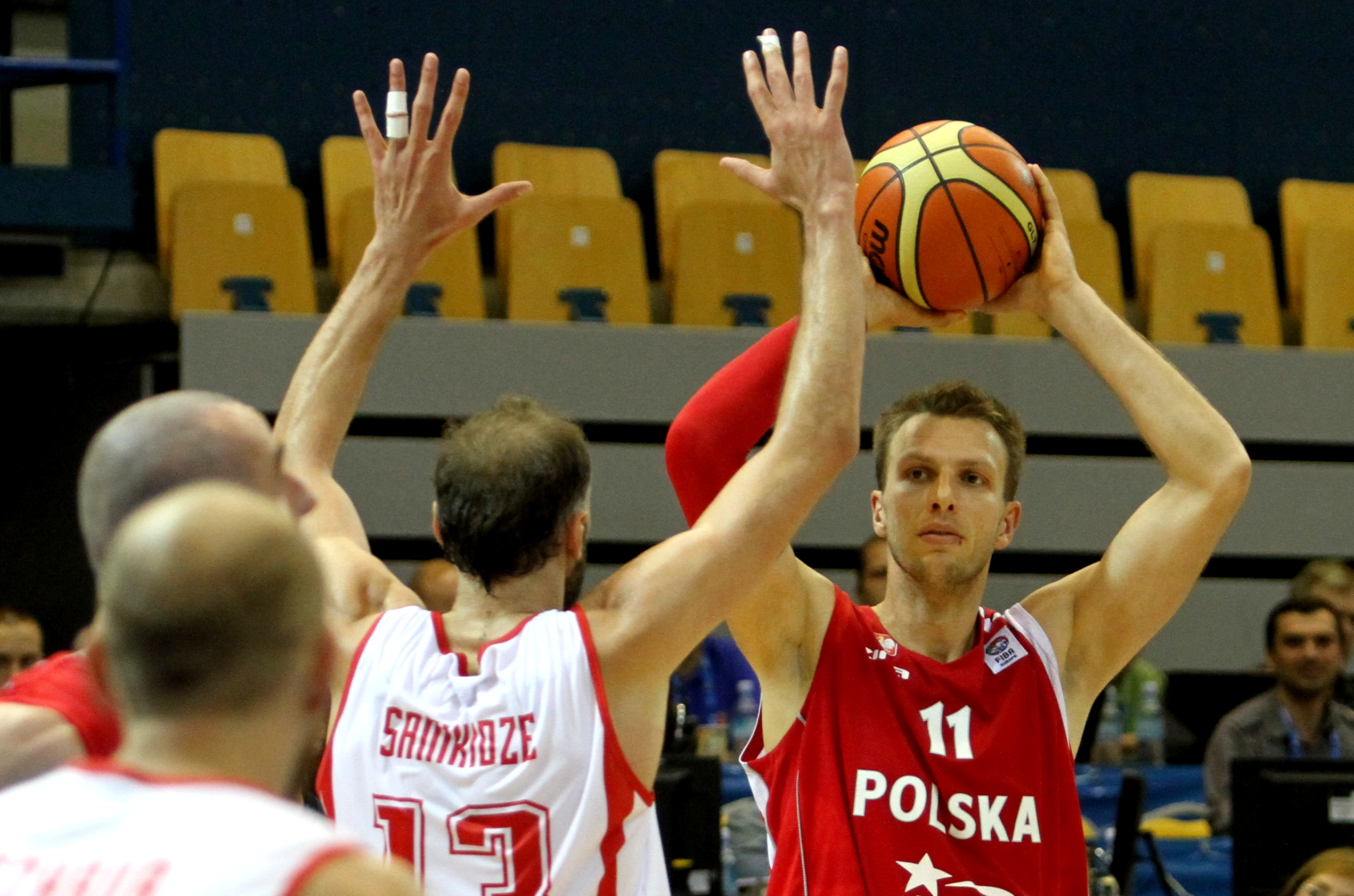
Michał Ignerski (z prawej przy piłce) w barwach reprezentacji Polski w 2013

Karierę rozpoczynał w AZS-ie Lublin. Następnie grał w drużynie SMS Warka, skąd trafił do USA. Po powrocie występował w Śląsku Wrocław. W sezonie 2005/2006 grał w Anwilu Włocławek. Przez kolejne trzy sezony występował hiszpańskim klubie Caja San Fernando, po czym przeniósł się do San Sebastián Gipuzkoa Basket Club. W 2010 zmienił ligę na turecką, gdzie występował w Besiktas Cola Turka razem z Allenem Iversonem. Rok później spróbował sił w rosyjskiej lidze. Po uzyskaniu MVP w styczniu w lidze VTB przeniósł się do Lokomotivu Kubań Krasnodar, z którym wywalczył brązowy medal. W następnym roku grał w lidze włoskiej w Dinamo Sassari, gdzie przez cały sezon walczył o pozycję lidera.
W 2016 zakończył karierę sportową. W 2019 postanowił ją wznowić. Został zawodnikiem II-ligowego zespołu AZS-u Basket Nysa. W trakcie czterech rozegranych spotkań notował średnio 32 punkty, 11 zbiórek i 2,8 asysty. 22 marca 2019 został zawodnikiem Anwilu Włocławek, z którym zdobył swoje jedyne w karierze mistrzostwo Polski. 

## Osiągnięcia
Stan na 13 kwietnia 2023, na podstawie, o ile nie zaznaczono inaczej.

### NJCAA
- Wicemistrz turnieju regionu II NJCAA (2000, 2001)
- Zaliczony do III składu NJCAA All-American (2001)

### NCAA
- Uczestnik:
  - II rundy turnieju NCAA (2002)
  - turnieju NCAA (2002, 2003)
- Mistrz turnieju konferencji Southeastern (SEC – 2002)

### Drużynowe
- Mistrz Polski (2019)[9]
- Wicemistrz:
  - Polski (2004, 2006)
  - Portugalii (2005)[10]
- Brązowy medalista mistrzostw Rosji (2012)[11]
- 2-krotny zdobywca pucharu Polski (2004, 2005[12])
- Finalista pucharu Turcji (2011)
- Uczestnik rozgrywek EuroChallenge (2008/09, 2010–2012, 2013–2015)[13]

### Indywidualne
- MVP:
  - pucharu Polski (2005)[12]
  - stycznia 2012 Zjednoczonej Ligi VTB[11]
- Najlepszy polski:
  - koszykarz DBL (2006 według plk.pl)[14]
  - debiutant PLK (2004 według Gazety)[15]
- Zwycięzca konkursu wsadów PLK (2004)[16]
- Uczestnik:
  - meczu gwiazd:
    - PLK (2006)[16]
    - Polska vs gwiazdy PLK (2004)

  - konkursu wsadów:
    - PLK (2004, 2006)
    - ligi tureckiej (2011)[17]
- Zaliczony do I składu:
  - Dominet Basket Ligi (2006)[18]
  - pucharu Polski (2004)[19]
  - grupy D II ligi (2022)[20]
- Członek Drużyny trzydziestolecia Anwilu Włocławek (2022)[21]

### Reprezentacja
- Uczestnik:
  - mistrzostw Europy (2011, 2013)
  - kwalifikacji do mistrzostw Europy:
    - U–18 (1998)
    - U–20 (2000)